# ألان جارا
ألان جارا هو مهندس مدني ومهندس وسياسي كولومبي، ولد في 17 يوليو 1957 في بوغوتا في كولومبيا. نشط حزبياً في الحزب الليبرالي الكولومبي.